# Wolf’s Lair Abyss
Wolf’s Lair Abyss — мини-альбом норвежской блэк-метал-группы Mayhem, вышедший в 1997 году.

## Об альбоме
Wolf’s Lair Abyss позиционируется как первая часть альбома Grand Declaration of War 2000 года.
EP стал первым релизом Mayhem без основателя группы гитариста Евронимуса, убитого в 1993 году (вышедшие в 1995—1996 годах записи были переизданиями раннего материала). Звучание нового состава заметно отличалось от «классических» Mayhem: на Wolf’s Lair Abyss появились элементы прогрессива. Вокалист Мэниак (Свен Эрик Кристиансен) использовал как традиционный скриминг, так и чистый вокал.

## Список композиций
1. «The Vortex Void of Inhumanity (Intro)» — 2:21
2. «I Am thy Labyrinth» — 5:26
3. «Fall of Seraphs» — 6:02
4. «Ancient Skin» — 5:28
5. «Symbols of Bloodswords» — 5:24

## Участники записи
- Мэниак (Свен Эрик Кристиансен) — вокал
- Бласфемер (Рунe Эриксен) — гитара
- Некробутчер (Йорн Стубберуд) — бас-гитара
- Хеллхаммер (Ян Аксель Бломберг) — ударные
- Продюсер — Кристофер Рюгг
- Звукорежиссура, сведение и мастеринг — Mayhem